# Muslim University of Morogoro
Die Muslim University of Morogoro (MUM) ist eine staatlich anerkannte islamische Privatuniversität in Morogoro in Tansania. Im Studienjahr 2016/17 unterrichteten 62 Dozenten 2400 Studenten.

## Lage
Morogoro liegt rund 200 Kilometer westlich von Daressalam am nördlichen Abhang des Uluguru-Gebirges. Die Universität liegt vier Kilometer außerhalb des Stadtzentrums. Sie ist etwa 300 Meter von der Nationalstraße von Morogoro nach Dodoma entfernt und in 10 Minuten kann das Busterminal Msamvu zu Fuß erreicht werden. Der 18 Hektar große Campus ist von einer Mauer umgeben.

## Geschichte
Die Universität wurde am 23. Oktober 2004 von der Muslim Development Foundation gegründet, der Studienbetrieb begann 2005/2006.

## Studienangebot
Die Universität ist in fünf Fakultäten gegliedert:
- Fakultät für Geisteswissenschaften
- Fakultät für Naturwissenschaften
- Fakultät für Islamwissenschaft
- Fakultät für Betriebswirtschaft
- Fakultät für Recht und Scharia

## Rangliste
Von EduRank wird die Universität als 18. in Tansania, als Nummer 583 in Afrika und 11.270 weltweit geführt (Stand 2021).